# NHL Entry Draft 1995
1995 NHL Entry Draft var den 33:e NHL-draften. Den ägde rum 8 juli 1995 i Edmonton Coliseum, numera känd som Rexall Place, som ligger i Edmonton i Alberta i Kanada.
Ottawa Senators var först ut att välja spelare och de valde backen Bryan Berard.